# Dvouhybridový systém

Dvouhybridový systém. Proteiny, jejichž interakce je studována, jsou označeny jako „bait“ (návnada) a „pray“ (kořist)
A. Protein Gal4 (složený z domén BD a AD) za normálních okolností v buňce slouží jako transkripční faktor, který stimuluje transkripci reportérového genu (LacZ)
B,C. Kontrolní experimenty, v rámci kterých jsou připraveny fúzní proteiny Gal4BD+Bait a Gal4AD+Prey. Jelikož obsahují vždy pouze jednu z domén Gal4 faktoru, nejsou zpravidla schopné spustit transkripci genu Lac.
D. Když jsou do buňky vloženy geny pro oba tyto fúzní proteiny, pak je možno zjistit, zda se protein „návnada“ váže na „kořist“. Když ano, oba fúzní proteiny se díky této vazbě dostanou do vzájemné blízkosti a podjednotky BD a AD proteinu GGal4 fungují tak, jak mají. V tomto případě dojde k transkripci genu Gal4.

Dvouhybridový systém (příp. dvojhybridní systém) je molekulárně biologická metoda umožňující studium interakcí mezi proteiny. Systém využívá jistý uměle sestavený genový konstrukt, který je vložen do hostitelských buněk (nejčastěji kvasinky či bakterie) a po expresi vložených genů se dá posoudit, zda spolu dva proteiny interagují (jsou v buňce v těsném kontaktu).
Nejčastější variantou této metody je kvasinkový dvouhybridový systém (Y2H). Jeho objev představuje velký milník ve výzkumu vzájemných vztahů mezi bílkovinami.

## Postup (Gal4 Y2H)
Dva proteiny, jejichž interakce je studována, jsou v průběhu experimentu často označovány jako „bait“ (návnada) a „prey“ (kořist). Dvouhybridový systém umožňuje nepřímo zjistit, zda spolu jsou kořist a návnada v buňce ve fyzickém kontaktu. Zásadní roli v experimentu pokaždé hrají dvě bílkovinné domény: první je DNA-vazebná („DBD“, též „BD“), druhá („AD“) je schopná aktivovat expresi přilehlého reportérového genu. Tradičně se používají domény faktoru Gal4, který poskytuje rovnou obě domény.
Využívá postupy genového inženýrství a vpravuje do buněk (nejčastěji do kvasinek) plazmidy nesoucí geny pro dva speciálně připravené fúzní proteiny. Za geny pro tyto fúzní proteiny je umístěn tzv. reportérový gen – pokud vše funguje správně, dochází k expresi tohoto genu. Fúzní proteiny představují vlastní klíč k pochopení celé metody. První fúzní protein se skládá z prvního našeho zájmového proteinu („návnada“) připojeného k DNA-vazebné doméně (BD). Druhý fúzní protein se skládá z druhého zájmového proteinu („kořist“) připojeného k aktivační doméně (AD). Pointa spočívá v následujícím předpokladu: pokud se kořist naváže na návnadu (a dochází tedy k jejich proteinové interakci), BD se naváže na určitou sekvenci DNA poblíž reportérového genu a AD způsobí aktivaci jeho transkripce. AD nefunguje bez blízko se nacházející BD a BD nefunguje bez AD – jedině kontakt kořisti s návnadou způsobí, že reportérový gen je přepisován. Tímto genem je třeba lacZ, který např. způsobí změnu barvy kvasinkové kolonie. To je chápáno jako pozorovaný důkaz interakce mezi dvěma proteiny.